# Bitwa nad rzeką Sułą (1185)
Bitwa nad rzeką Sułą – bitwa stoczona w 1185 roku w trakcie walk Rusinów z Połowcami.
Po zwycięskiej batalii nad rzeką Choroł, wojska ruskie Igora Światosławowicza podążyły na północ w kierunku Donu. Na miejsce bitwy Połowcy wybrali brzeg rzeki Suła, leżącej pomiędzy Donem a Oskołem. Rusini rozpoczęli przeprawę w dwóch kolumnach, osłaniani przez lekkokonnych łuczników. Pierwsza rzekę przekroczyła piechota, skutecznie osłaniająca się tarczami przed ostrzałem z łuków. Po niej ruszyła jazda ruska. Połowcy kilkakrotnie starali się sprowokować przeciwnika do pościgu, po czym dokonywali kontrataków. Rusowie nie dali się jednak wciągnąć do walki, cały czas podążając zwartym szykiem do przodu. Podczas marszu, piechota osłabiała Połowców skutecznym ostrzałem, umożliwiając jeździe ataki, które spychały Połowców.
Po wycofaniu się na odległość 8 km, Połowcy zdecydowali się powstrzymać przeciwnika w walce wręcz. Rankiem następnego dnia, po przybyciu nowych sił, Połowcy rozpoczęli okrążanie Rusów. Mimo wysokiej przewagi liczebnej, ciężko było im przerwać szyki przeciwnika, który rozpoczął manewr wycofywania się. W pewnym momencie Rusów opuścili walczący u ich boku Konjowie. Próbujący zawrócić ich książę Igor wpadł wówczas w ręce Połowców. Spowodowało to spadek morale Rusów, którzy ponosili coraz większe straty w trakcie wycofywania się. Po 3 dniach szyk zmęczonych Rusów ostatecznie załamał się a przeprowadzony przez koczowników atak zakończył się pogromem armii Igora. Większość jego wojów dostała się do niewoli. W roku 1187 Igor uciekł z niewoli połowieckiej, kontynuując wyprawy na koczowników.